# (34318) 2000 QV192
2000 QV192 (asteroide 34318) é um asteroide da cintura principal. Possui uma excentricidade de 0.24180680 e uma inclinação de 17.25175º.
Este asteroide foi descoberto no dia 26 de agosto de 2000 por LINEAR em Socorro.